# Nikaure
Nikaure war ein Prinz der altägyptischen 4. Dynastie. Vermutlich während der Regierungszeit von Pharao Mykerinos hatte er das Amt des Wesirs inne und war somit der höchste Beamte nach dem König.

## Herkunft und Familie
Die Eltern des Nikaure sind nicht mit Sicherheit zu bestimmen. Aufgrund der Position seines Grabes wird er allgemein als Sohn von Pharao Chephren angesehen. Als seine Mutter gilt die Königin Persenet, da sich ihr Grab unmittelbar neben seinem befindet. Ehefrau und Nachkommen des Nikaure sind nur durch Nennungen in seinem Grab bekannt. Seine Frau hieß Nikanebti und war eine Priesterin der Göttinnen Hathor und Neith. Aus dieser Ehe gingen vier Kinder hervor: ein Sohn namens Nikaure und zwei Töchter namens Hetepheres und Nikanebti; die Namensnennung des vierten Kindes ist nicht erhalten.

## Grabstätte
Nikaure gehört das Felsgrab LG 87 auf dem Central Field in Gizeh. Es besteht aus zwei Haupträumen (a und b), die hintereinander liegen. Raum b ist im Gegensatz zu Raum a nach Westen erweitert. Von Raum a zweigt westlich ein kleinerer Raum ab, der im ursprünglichen Baukonzept wohl nicht vorgesehen war und erst nachträglich errichtet wurde. Von Raum b aus führen zwei Schächte in die unterirdisch gelegene Sarkophagkammer. In ihr steht ein unbeschrifteter Kalkstein-Sarkophag.